# École no 392
École no 392, établissement d'instruction d'État et école secondaire russe, est une école spécialisée en français qui se trouve à Saint-Pétersbourg. C'est une des écoles de langue les plus anciennes de Saint-Pétersbourg. En 2005 l'école a fêté ses 50 ans.

## Histoire de l'école

### L'école de la rue Promichlennaia
L'École n⁰ 392 qui est spécialisée en français, a été fondée en 1954. Son ouverture deux ans après l'ouverture d’une école de type analogue, mais pour la langue anglaise, avait pour objectif l'acquisition par les élèves d'un niveau suffisant dans cette langue étrangère qui leur permettrait de participer aux échanges internationaux dans divers domaines de l'industrie, de la culture et de la science. Il était également nécessaire d'élargir le choix des langues étrangères étudiées dans les écoles. Une des conditions impératives de l’emplacement de l'école était qu'elle se situe dans un quartier ouvrier pour que les enfants des ouvriers et des militaires puissent avoir accès à l’étude renforcée de cette langue étrangère. La rue Promichlennaia dans le district Kirovskii convenait parfaitement, et la station de métro « Portes de Narva » se trouvait à cinq minutes de l'école. Il faut remarquer que le bâtiment scolaire a été construit en 1936, et qu'initialement c'était une école de filles. 
La première rentrée scolaire se passa d'une manière intéressante, car les professeurs remarquaient de bons élèves des classes de primaire des écoles aux alentours et ensuite venaient au domicile de ces élèves pour convaincre leurs parents de faire entrer les enfants à la nouvelle école. Plus tard les futurs élèves devaient passer le concours d’entrée. 
Ainsi l'école a commencé sa vie : on a ouvert dix classes, avec trente élèves par classe. Pour les cours de langue française, la classe se divisait en trois groupes. L'école a reçu le statut de : « École spécialisée pour l'enseignement de certaines matières en français » (l'histoire contemporaine, la géographie, la littérature française, la traduction technique, la culture physique). Le fonctionnement de l'école était sévèrement contrôlé par les inspecteurs du département de l’éducation publique de l’arrondissement. Ils venaient souvent à l'école sans prévenir, assistaient aux cours, ceux de la langue française en particulier, surveillaient le niveau de connaissance de la langue des professeurs et des élèves, la tenue correcte des professeurs et des élèves, la propreté et l'ordre à l'école.

### L'école de l’avenue Vétéranov
Durant l’été 1987, l'école a déménagé dans un nouveau bâtiment, et maintenant sa nouvelle adresse est 87, avenue Vétéranov. Et dès cette année une étape suivante de la vie de l'école a commencé. Les épreuves d’entrée ont été supprimées. L'étude de la deuxième langue étrangère (l'anglais) a été rétablie.

## Le corps enseignant
Cinquante-deux professeurs travaillent à l'école dont huit sont issus de ce même établissement. Au total plus de vingt personnes étant sorties de l’école y ont travaillé en tant que professeurs. 
Directrice : T. I. Fomina 
Censeur (responsable du français) : I. Z. Starounova
Des professeurs remarquables travaillent à l'école, ils lui ont consacré leurs meilleures années, leur santé, et aux élèves - leurs connaissances et leur amour. 

## La formation supplémentaire, les cercles
C'est en 1974 que l’atelier choral « Arc-en-ciel » a été ouvert à l’école. Sa fondatrice, qui en fut l'âme et le cœur, et le chef permanent pendant trente ans en était Bella Solomonovna Ratchina.
Après le déménagement pour l'avenue Vétéranov, le travail de l’atelier « Arc-en-ciel » ne s'est pas arrêté, il continue à présent, sous la direction de Larissa Igorevna Gorvits. Pendant toutes ces années, le collectif participa et participe encore à de nombreux concours, se produisant dans la célèbre salle de la Chapelle académique.
En donnant des connaissances approfondies aux élèves, l'école se soucie infatigablement de la santé et du développement physique des enfants. L'école possède une salle de sport excellente, où se passent les compétitions sportives de l’arrondissement. Les élèves de l'école gagnent régulièrement la spartakiade de l’arrondissement et la spartakiade municipale des écoliers en divers sports. En 2003-2004, l'école a occupé la première place dans les résultats de la région
L'école comprend divers cercles : celui de l'informatique, des danses de salon, du théâtre français, etc., des sections sportives : de ski, d'athlétisme, de combats singuliers orientaux, d'aérobic. Il y a aussi un cours préparatoire « Malychok » où les tout petits se préparent à l'entrée en première classe. 
Une psychologue et une orthophoniste aident les élèves et leurs parents dans les situations complexes.

### Le club Voltaire
C'est en 2007 qu'un club Voltaire a été inauguré à l'école n⁰ 392. Son objectif est l'étude de la vie et de l’œuvre du célèbre philosophe, ainsi que l'histoire des hôtels particuliers de la route de Péterhof dont les propriétaires étaient des aristocrates qui correspondaient avec Voltaire. En collaboration avec la Bibliothèque nationale russe, où se trouve actuellement la bibliothèque de Voltaire, et avec l’aide de son dépositaire N. A. Kopanev (issu aussi de l'école n⁰ 392), de membres de la société Vorontsov (en particulier, V. A. Oudovik, biographe de la célèbre famille des comtes russes) les élèves, les professeurs et les parents ont fait les recherches scientifiques sur  l'étude de l'héritage de Voltaire, de ses relations avec l’impératrice Catherine II, du Siècle des Lumières en général. On écrit des articles, on organise des photo-expositions, on tourne des vidéos, on traduit des œuvres de Voltaire en russe, on monte des spectacles sous la direction de l’actrice M. L. Starikh (également ancienne élève de l’école). Tous les ans, se tient un Salon littéraire dont les thèmes portent sur la vie ou sur l’époque de Voltaire. L'école fait paraître aussi une revue qui retrace la vie du club et publie les documents trouvés.
Le président du club est la professeur de français O. V. Goloubeva, le vice-président, un élève de la classe de 10e, К. Koudrine. Le club a son site Internet

## Les voyages à l'étranger
À l'école on étudie deux langues : le français à partir de la 2e classe et l'anglais à partir de la 5e classe. Dès les premières années de son existence, l'école a été régulièrement visitée par des délégations étrangères. C'étaient des professeurs, des personnalités publiques, des diplomates. Et ils appréciaient hautement le travail des professeurs et les connaissances des élèves.
Le premier voyage des élèves en France a eu lieu en 1960. En 1968 l’école a été officiellement ouverte aux échanges scolaires internationaux. À l’époque, il y avait quatre écoles spécialisées en français dans la ville  Et en 1969, le premier groupe de six élèves accompagnés de leur professeur V. A. Gabis sont partis pour la France au Havre. Depuis lors de tels voyages sont devenus annuels.
Des accords d'échanges scolaires annuels non marchands ont été conclus avec les ministères de l'Éducation du Royaume-Uni et de la France. Durant ces échanges, les élèves représentaient dignement leur pays dans des villes de France telles que Paris, Moulins, Chambéry, Bordeaux, Le Havre, Argenteuil; et celles d'Angleterre : Plymouth, Londres.

## La participation aux olympiades (concours), les compétitions, les conférences des élèves
À l'école, la tradition de l'enseignement qualitatif du français s'est affermie, depuis qu'elle a été mise en place par « les maîtres » de cette école. La preuve en est, les victoires répétées des élèves aux olympiades municipales et régionales de langue française, la participation régulière à des festivals internationaux de théâtre en français et la victoire de l’un d'eux en 2002.
Traditionnellement l'école est forte non seulement en enseignement de la matière principale, mais aussi en matières de culture générale. En 2010, 14 élèves ont pris part au travail de la conférence des élèves de l’arrondissement: dans le domaine humanitaire – 11 travaux; dans le domaine de sciences naturelles – 3 travaux. Cinq personnes ont été primées. Résultats des olympiades de l’arrondissement de l’année 2010 :
- le français : 2e place, 1 élève ; 3e place, 4 élèves
- la littérature : 3e place, 2 élèves ; 2e place, 1 élève
- le russe : 3e place, 1 élève
- l'histoire : 3e place, 1 élève

Un élève de l'école est devenu champion dans toutes les catégories de ski parmi la jeunesse prémilitaire.
99 % des élèves de cette école entrent dans des établissements d’enseignement supérieur de la ville. Ces trois dernières années l'école a produit 9 médaillés en or et 10 médaillés en argent.